# 民主運動 (日本)
民主運動とは、アジア太平洋戦争後、ソ連による旧日本軍人及び民間人などのシベリア抑留時、抑留者間で発生した一連の思想運動、批判糾弾を中心とした活動。民主化運動ともいう。

## 概要
ロシア語で本来の民主運動を意味する言葉としては、Демократическое　движение（デモクラチーチェスコエ・ドヴィジェーニエ）とという語があるが、ここでは上記シベリア抑留中に日本人抑留者によって使われた言葉の意味を取り上げる。
シベリア抑留中、旧日本軍中の元下級兵士らの中から主に元将校らを対象に戦時中あるいは戦後のそれまでの行動につき、批判・糾弾する活動が1947年初め頃から始まった。反対派を「反動」や「前職者」と呼んで、吊し上げを行った。リーダー格は日本しんぶん編集部、日本共産党関係者、もともと社会主義の思想的影響を受けていた者、シベリア抑留中においても収容者間で当初続いていた旧軍隊の階級支配構造のために苦しめられていた者、あるいはこれを利用して収容所側の歓心を買って自己の待遇をよくしようとする者らであることが多かった。彼らは、「アクチフ」や「アクチィブ」、「アクティブ・メジャー」、「民主委員」「民主メンバー」などと呼ばれた。

## 経緯
大本営陸軍部は1945年8月18日、天皇の命で降伏した日本将兵は捕虜ではないとの命令を発した。英米も降伏した日本軍将兵を「降伏日本人（英語：Japanese Surrendered Personnel、略称：JSP）とし、捕虜と異なり、管理者と同等な給養の義務がないものとした。しかし、ソ連は一貫して日本兵を捕虜として扱った。この場合、同等の給養義務があるはずであり、ソ連側も各種給養基準を定めたものの、一説には50万～70万ともいわれる膨大な抑留者の数とソ連自体の物資不足、関係者らの腐敗・不正により、これらが満たされることは事実上不可能な状態での抑留であった。
その状態の中で、多くの旧日本軍部隊将兵らは収容所に収容されても自身らを依然帝国軍人とし、多くの収容所で旧軍隊そのままの階級と生活を維持し、敬礼、ビンタ等を強要、上官が階級の下の者を支配する構造が当初続いたという。将校がジュネーブ条約を盾にとって宿舎で休む中、戸外労働に出た兵士らも下士官は焚火にあたって監督、労働をさせられるのは一般兵士ばかりというケースも多かったと伝えられる。基準通りの糧食は支給されず、多くの者が常に食料不足に苦しみ、衰弱の結果、労働による疲労、病気、寒さのために多くの者が死亡したことが語られる。全国抑留者補償協議会会長の斎藤六郎によれば、これら死者の圧倒的多数は下級兵士ばかりで、将校・下士官の死亡はごくわずかだったという。また、士官らが、兵卒らに当番兵を命じ私的に利用し続けたり、食料のピンハネ、秩序維持のためのリンチを行うこともあった。また、収容所側も秩序維持と生産ノルマ達成のためにこれを利用、放置したという。死者数の多さに驚いたソ連側によって1946年後期の冬には待遇は改善され死者は減り、また、事態に気付いたソ連側が下級兵士と将校の居住を分ける等の措置もとられた。しかし、このような軍階級支配の温存とその悪用は下級兵士らに憤懣を澱のように残らせることとなった。
1945年9月、ソ連軍はハバロフスクで共産主義宣伝のため「日本新聞」（後に「日本しんぶん」となる）を発行し、同年末から1946年初めにかけ各地収容所の日本人に無料配布していた。1946年4月4日号にハバロフスク北のホール地区の木村大隊一同の名で"将兵"に反軍国主義・民主主義を呼びかける檄文が載った。1946年5月25日号に新聞の「友の会」結成の呼びかけが載り、いくつかの「友の会」が生まれた。この頃は思想学習会を開くなどの対立色の薄いものであったが、1947年1月頃に戦闘的・政治的な「民主グループ」が結成され、活発に活動を始めた。彼らによって扇動あるいは動員された下級兵士らが集まり、かつての下士官・将校らを戦時中あるいは収容所での不正行為を捉えて批判・糾弾、自己批判を迫るといった活動が始まり、これを彼らは「人民裁判」と呼んだ。1945年11月コムソモリスクの収容所で下級兵士扱いの元東京農大助教授高山昇が、将校らにリンチされて亡くなるという事件が起きていたが、折から、この事件が「日本新聞」関係者に取材されるところとなり、1947年4月8日号に載ったこの事件は下級兵士らの反感を煽ったという。
1948年、ソ連側はかえって収容者の統制あるいは思想化に使えるとみたものか、これにお墨付きを与え、各地の収容所に広がった。しかし、進展とともに変質もみられ、左翼グループにヤクザ上がりの者が結託し新たな支配構造を作ったり、高級将校らも対抗グループを結成したりといった事態もみられたという。ソ連側はこれらを日本人同士の仲間割れとしてかえって好都合とみたものか、特段の干渉もしなかったという。

## 様々な問題
糾弾のような攻撃的な民主運動は1947年1月頃から始まっていたが、時期とともにさらに激化、はじめは旧軍や収容所で兵士を虐待したり特権にあぐらをかいていた将校・上級下士官らの批判から、やがて攻撃対象はほとんど無差別化していき、やることも自身が批判される恐れや帰国が遅れる不安から、他人よりも少しでも攻撃相手を激しく非難する・罵るといった態を示していったという。
収容所内でも自己保身のために委員になった者、糾弾活動に参加した者も多く、こうした者はえてしてやる気がなくダラダラしていたため、また周りからそれを理由にしばしば「ダラ幹」と呼ばれ、批判される破目に陥った。逆に、熱心に活動したために、帰国後の就職斡旋等を期待する他の下士官・兵士らをうまく束ねた高級士官らに恨まれ、帰還の船でリンチにされるのではないかと脅える活動メンバーもいたという。また、アメリカ占領の影響の強い日本に帰国すると、状況に合わせ転向したり、政治活動から手を引く「民主委員」も多かった。なかには、反共的立場に立つようになった者もいた。
また、シベリア抑留帰還者は、それだけで、共産主義思想に染まった「アカ」ではないかと警戒され、就職にしばしば困難を来たしたという。これらの事情は多くのシベリア抑留者につらい記憶や分断をもたらした。そのため、引揚後シベリアでのことは話さなかったと振り返る帰還者も多い。
一方で、1949年頃には引揚者の増加とともにシベリア抑留の経験を描いた著作の出版が一つのブームのようになっている。それらにより、「人民裁判」という名での吊し上げや「暁に祈る事件」などが知られるようになった。とりわけ「暁に祈る事件」追及の過程の中で、同事件とは全く別ものであるが、帰還の出発港となったナホトカで民主委員幹部によって思想的に民主化が十分でないとシベリアの収容所にまた戻されることになったものが多数いる。あるいは帰還を遅らすことをタテに所持していた金品・衣服の供出を迫られたといった声も上がり、国会で証人喚問も行われた。しかし、この追及がソ連を刺激して未だ残る抑留者帰還が遅れることを恐れる政府側、それに加えて告発の国内への政治影響を嫌う左翼政党、反共や政府を追い詰めるための政治利用を目論んだ感の強い保守野党等の思惑の食違いもあり、さらに、マスコミがそれぞれ異なった立ち位置をとり、明確な真相の決着や国民理解が出来たとは言い難い結末となった。栗原俊雄は、民主運動の評価自体も定まっていないとする。